# Slovo dlja zasjjity
Slovo dlja zasjjity (russisk: Слово для защиты, da.: Et ord for beskyttelse) er en sovjetisk spillefilm fra 1976 instrueret af Vadim Abdrasjitov.

## Medvirkende
- Galina Jatskina som Irina Mezjnikova
- Marina Nejolova som Valentina Kostina
- Oleg Jankovskij som Ruslan
- Stanislav Ljubsjin som Fedjajev
- Viktor Sjulgin som Mezjnikov